# Ижжанна

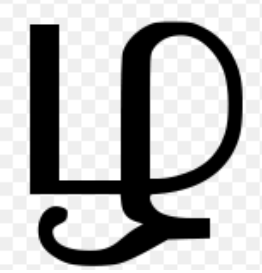

Ижжанна (இழ்ழன்னா), жахара мэй (ழகர மெய்), жахара отры (ழகர ஒற்று) — 28-я буква тамильского алфавита, в литературном языке обозначает ж-образный ретрофлексный аппроксимант [ɻ], который сохранился в виде диалектной черты разговорного языка в некоторых местностях северных округов Веллуру и Тируваннамалай. В других северных диалектах часто произносится как палатальный аппроксимант (й) и может заменяться на букву иййанна. Основной разговорный вариант произношения ижжанны — это л-образный боковой ретрофлексный сонант [ɭ]. В первом Русско-тамильском словаре 1965 года ижжанна транскрибируется как буква «Ж» с точкой. По тамильской классификации согласных относится к группе идаийинам (இடையினம்).
Наиболее часто встречающиеся уйирмэййелутты: ழ் (ж/л), ழா (жа/ла), ழி (жи/ли), ழு (жу/лу), ழை (жаи/лаи).